# Kup Županijskog nogometnog saveza Brodsko-posavske županije
Kup Županijskog nogometnog saveza Brodsko-posavske županije je nogometno kup-natjecanje za klubove s područja Brodsko-posavske županije kojeg organizira Županijski nogometni savez Brodsko-posavske županije. Pobjednik i finalist natjecanja stječu pravo nastupa u Hrvatskom nogometnom kupu. U natjecanju ne sudjeluju klubovi koji imaju izravan plasman u Hrvatski nogometni kup po ostvarenom koeficijentu.

## Dosadašnje završnice
| sezona    | pobjednik                  | rezultat završnice | poraženi                      | napomene                                                                                         |
| --------- | -------------------------- | ------------------ | ----------------------------- | ------------------------------------------------------------------------------------------------ |
| 1994./95. |                            |                    |                               |                                                                                                  |
| 1995./96. |                            |                    |                               |                                                                                                  |
| 1996./97. |                            |                    |                               |                                                                                                  |
| 1997./98. |                            |                    |                               | Amater Slavonski Brod i Slavonac Stari Perkovci su se plasirali u pretkolo Hrvatskog kupa        |
| 1998./99. |                            |                    |                               | Amater Slavonski Brod i Marsonia Slavonski Brod su se plasirali u pretkolo Hrvatskog kupa        |
| 1999./00. |                            |                    |                               | Marsonia Slavonski Brod i Sloga Nova Gradiška su se plasirali u pretkolo Hrvatskog kupa          |
| 2000./01. | Željezničar Slavonski Brod | 2:2 (4:2 11 m)     | Sloga Nova Gradiška           |                                                                                                  |
| 2001./02. | Marsonia Slavonski Brod    | 3:0                | Oriolik Oriovac               |                                                                                                  |
| 2002./03. |                            |                    |                               | Sloga Nova Gradiška i Željezničar Slavonski Brod su se plasirali u pretkolo Hrvatskog kupa       |
| 2003./04. |                            |                    |                               | Budainka Slavonski Brod i Tomislav Donji Andrijevci su se plasirali u pretkolo Hrvatskog kupa    |
| 2004./05. | Oriolik Oriovac            |                    | Zadrugar Oprisavci            |                                                                                                  |
| 2005./06. | Slavonac CO Stari Perkovci |                    | Oriolik Oriovac               |                                                                                                  |
| 2006./07. | Slavonac CO Stari Perkovci |                    | Oriolik Oriovac               |                                                                                                  |
| 2007./08. | Oriolik Oriovac            |                    | Mladost Cernik                |                                                                                                  |
| 2008./09. |                            |                    |                               | MV Croatia Slavonski Brod i Slavonac CO Stari Perkovci su se plasirali u pretkolo Hrvatskog kupa |
| 2009./10. |                            |                    |                               | Mladost Cernik i MV Croatia Slavonski Brod su se plasirali u pretkolo Hrvatskog kupa             |
| 2010./11. |                            |                    |                               | Graničar Laze i Marsonia 1909 Slavonski Brod su se plasirali u pretkolo Hrvatskog kupa           |
| 2011./12. | Oriolik Oriovac            |                    | Tomislav PAN Donji Andrijevci |                                                                                                  |
| 2012./13. | Marsonia Slavonski Brod    |                    | Omladinac Novi Grad           |                                                                                                  |
| 2013./14. | Oriolik Oriovac            |                    | Mladost Cernik                | igrano u Lužanima                                                                                |
| 2014./15. | Sloga Nova Gradiška        | 2:0                | Omladinac Gornja Vrba         |                                                                                                  |
| 2015./16. | Marsonia Slavonski Brod    | 2:0                | Oriolik Oriovac               | Marsonia domaćin završnice                                                                       |
| 2016./17. | Oriolik Oriovac            | 1:0                | Batrina                       |                                                                                                  |
| 2017./18. | Marsonia Slavonski Brod    | 3:1                | Sloga Nova Gradiška           |                                                                                                  |
| 2018./19. | Oriolik Oriovac            | 5:0                | Sloga Nova Gradiška           |                                                                                                  |

## Poveznice
- Županijski nogometni savez Brodsko-posavske županije
- Nogometno središte Nova Gradiška  Arhivirana inačica izvorne stranice od 3. kolovoza 2017. (Wayback Machine)
- Hrvatski nogometni kup
- 1. ŽNL Brodsko-posavska
- 2. ŽNL Brodsko-posavska
- 3. ŽNL Brodsko-posavska